# Klubi Sportiv Pogradeci 2011-2012

## Rosa
| N. |                               | Ruolo | Calciatore         |
| -- | ----------------------------- | ----- | ------------------ |
|    | Albania (bandiera)            | P     | Anesti Lipo        |
|    | Albania (bandiera)            | P     | Mario Bytyçi       |
|    | Albania (bandiera)            | P     | Menelaos Melaj     |
|    | Albania (bandiera)            | D     | Astrit Hysenllari  |
|    | Albania (bandiera)            | D     | Kreshnik Kllogjeri |
|    | Albania (bandiera)            | D     | Nesti Marolli      |
|    | Macedonia del Nord (bandiera) | D     | Nexhat Draxhanin   |
|    | Albania (bandiera)            | D     | Valsi Binishi      |
|    | Albania (bandiera)            | D     | Jorgo Çipi         |
|    | Albania (bandiera)            | C     | Spartak Elmazi     |
|    | Albania (bandiera)            | C     | Andi Çela          |
|    | Albania (bandiera)            | C     | Armir Pura         |

| N. |                                 | Ruolo | Calciatore     |
| -- | ------------------------------- | ----- | -------------- |
|    | Albania (bandiera)              | C     | Klodian Mukja  |
|    | Albania (bandiera)              | C     | Luan Çela      |
|    | Albania (bandiera)              | C     | Sajmir Jahaj   |
|    | Bosnia ed Erzegovina (bandiera) | C     | Isa Eminhazeri |
|    | Albania (bandiera)              | C     | Edi Cajku      |
|    | Albania (bandiera)              | C     | Erjon Kreka    |
|    | Albania (bandiera)              | C     | Arbër Çollaku  |
|    | Albania (bandiera)              | A     | Erald Pustina  |
|    | Albania (bandiera)              | A     | Erjon Vukaj    |
|    | Albania (bandiera)              | A     | Fabjan Molla   |
|    | Albania (bandiera)              | A     | Kopi Çerepi    |
|    | Albania (bandiera)              | A     | Enkeleid Pengu |